# مارتن فيشر
مارتن فيشر هو سياسي كندي، ولد في 2 يناير 1881 في هيمينغفورد في كندا، وتوفي بنفس المكان في 17 ديسمبر 1941. حزبياً، نشط في الإتحاد الوطني. وقد انتخب عضو الجمعية الوطنية في كيبك ‏.